# يوبي سوفت
يوبي سوفت إنترتينمنت (بالإنجليزية: Ubisoft Entertainment)‏ هي شركة نشر وتطوير ألعاب فيديو فرنسية، يقع مقرها الرئيسي في مونروي، سين سان دوني، فرنسا. تمتلك الشركة فروع في 28 دولة.
في 2008 كانت ثالث أكبر ناشر ألعاب فيديو في أوروبا والرابع في الولايات المتحدة. بلغت إيرادات يوبي سوفت في 2002-2003 453 مليون يورو، و في السنة المالية 2003-2004 نمت إلى 508 مليون يورو. في عام 2009 وظفت يوبي سوفت أكثر من 5,000 شخص، 4000 منهم صنفوا كعاملين في الإنتاج. أكبر استوديو تطوير تملكه الشركة هو يوبي سوفت مونتريال و الذي قام بتوظيف قرابة 1,600 شخص في عام 2004. إيف غيلموت أحد الأخوة المؤسسين كان رئيس مجلس الإدارة وكبير الإداريين التنفيذيين. في 2008-2009 نمت إيرادات يوبي سوفت إلى 1.058 مليار يورو واصلة لهذا الرقم لأول مرة في تاريخها. يوبي سوفت أنشأت قسم الأفلام الخاص بها تحت اسم «يوبي سوفت موشن بكتشرز» (بالإنجليزية: Ubisoft Motion Pictures)‏ والذي سيقوم بإنشاء عروض وأفلام مستندة على ألعابها.

## تاريخ
تأسست الشركة كـ ناشر ألعاب حاسوب في فرنسا عام 1986 عن طريق خمسة إخوة من عائلة غيلموت، مقرها الرئيسي في مدينة باريس . في بدايتها قام أحد الأخوة وهو إيف غيلموت بتوقيع عقود مع شركة إلكترونيك آرتس ، سييرا إنترتينمنت وميكروبروس لنشر ألعابهم في فرنسا . في نهاية العقد قامت يوبي سوفت بتوسيع سوقهم ليتضمن الولايات المتحدة ، المملكة المتحدة وألمانيا . في 1996 زادت يوبي سوفت بالتوسع وفتحت عدة مكاتب لها حول العالم .
ومن أشهر ألعاب يوبي سوفت ألعاب الروائي الشهير توم كلانسي مثل سلسلة توم كلانسي سبلينتر سيل. بالإضافة إلى سلسلة أساسنز كريد و سلسلة أمير بلاد فارس. وقد اشترت يوبي سوفت عدة استديوهات ومنها استديو في شنغهاي واستديو في الهند.
صنفتها مجلة Game Developer في أكتوبر 2007 كرابع أنجح شركة ألعاب فيديو، بعد نينتندو اليابانية، وإلكترونيك آرتس الأمريكية، وأكتيفيجن الأمريكية.

## شركات (استوديوهات) تابعة

### حالية
| الشركة             | المقر           | التأسيس |
| ------------------ | --------------- | ------- |
| يوبي سوفت مونتريال | كندا            | 1997    |
| نايديو             | فرنسا           | 2000    |
| يوبي سوفت كييف     | أوكرانيا        | 2008    |
| يوبي سوفت باريس    | فرنسا           | 1986    |
| يوبي سوفت بلو بايت | ألمانيا         | 1988    |
| ماسيف إنترتينمنت   | السويد          | 1997    |
| يوبي سوفت برشلونة  | إسبانيا         | 1998    |
| يوبي سوفت ميلان    | إيطاليا         | 1998    |
| يوبي سوفت اليابان  | اليابان         | 1994    |
| يوبي سوفت ريفلكشنز | المملكة المتحدة | 1984    |
| يوبي سوفت آنسي     | فرنسا           | -       |
| يوبي سوفت بلغاريا  | بلغاريا         | -       |
| يوبي سوفت أبو ظبي  | الإمارات        | 2011    |

| الشركة                  | المقر            | التأسيس |
| ----------------------- | ---------------- | ------- |
| يوبي سوفت تشنغدو        | الصين            | 2007    |
| يوبي سوفت الفليبين      | الفليبين         | 2016    |
| يوبي سوفت مومباي        | الهند            | 2008    |
| يوبي سوفت مونبيلييه     | فرنسا            | -       |
| يوبي سوفت ناغويا        | اليابان          | 1996    |
| يوبي سوفت بولندا        | بولندا           | 2009    |
| ريد ستورم إنترتنمنت     | الولايات المتحدة | 1996    |
| يوبي سوفت بوخارست       | رومانيا          | 1992    |
| يوبي سوفت سان فرانسيسكو | الولايات المتحدة | 2009    |
| يوبي سوفت شانغهاي       | الصين            | 2009    |
| يوبي سوفت سنغافورة      | سنغافورة         | 2009    |
| يوبي سوفت تورنتو        | كندا             | 2009    |
| يوبي سوفت كيبك          | كندا             | 2005    |

### سابقة
- يوبي سوفت الدار البيضاء (المغرب) - افتتح في 1998، أغلق في 2016 [16]
- يوبي سوفت ساو باولو (البرازيل) - افتتح في 2008، أغلق في 2016
- يوبي سوفت فانكوفر (البرازيل) - افتتح في 2009، أغلق في 2012
- ولف باك ستوديوز (الولايات المتحدة) - أغلق في 2004

## يوبلاي
متجر رقمي لبيع الألعاب وإدارة الحقوق الرقمية وخدمات متعددة للاعبين تم إنشاءه عن طريق يوبي سوفت.

## أشخاص يعملون أو سبق لهم العمل في الشركة
- باتريس ديسيليت
- جيد رايموند
- ألكسندر أمانسيو
- داربي مكديفيت

## الألعاب
تمتلك يوبي سوفت سلاسل ألعاب مشهورة مثل أساسنز كريد، فار كراي، برنس أوف برشيا، توم كلانسي سبلينتر سيل ودرايفر. بالإضافة إلى نشر الألعاب الخاصة بها، قامت يوبي سوفت أيضا بنشر بعض السلاسل الشهيرة التي أنتجتها استوديوهات أخرى لمنصات محددة.

## وصلات خارجية
- يوبي سوفت على موقع IMDb (الإنجليزية)
- يوبي سوفت على موقع ميوزك برينز (الإنجليزية)
- الموقع الرسمي